# Clopidogrel
Clopidogrel (handelsnavn: Plavix) er et peroralt blodpladehæmmende lægemiddel i thienopyridin klassen som hæmmer dannelsen af blodpropper. Lægemidlet anvendes til forebyggelse af blodpropper i bl.a. hjernen eller kranspulsårerne hos personer med åreforkalkning. Lægemidlet anvendes primært til personer der tidligere har haft tilfælde med blodpropper, fx akut myokardieinfarkt eller apopleksi (slagtilfælde). Clopidogrel virker ved irreversibelt at hæmme P2Y12, en ADP-receptor der findes på overfladen af blodpladerne.